# Mecze reprezentacji Polski w piłce siatkowej kobiet na igrzyskach europejskich

## Mecze Polski

### Igrzyska Europejskie 2015
| Nr | Przeciwnik  | Miejsce | Data       | Wynik (Polska-przeciwnik)               | Impreza                             | Raport |
| -- | ----------- | ------- | ---------- | --------------------------------------- | ----------------------------------- | ------ |
| 1. | Turcja      | Baku    | 13 czerwca | 3:2 (18:25, 26:24, 18:25, 25:17, 15:11) | Igrzyska Europejskie – faza grupowa |        |
| 2. | Azerbejdżan | Baku    | 15 czerwca | 0:3 (26:28, 16:25, 23:25)               | Igrzyska Europejskie – faza grupowa |        |
| 3. | Rumunia     | Baku    | 17 czerwca | 3:0 (25:23, 25:15, 25:17)               | Igrzyska Europejskie – faza grupowa |        |
| 4. | Włochy      | Baku    | 19 czerwca | 3:0 (25:17, 25:18, 25:23)               | Igrzyska Europejskie – faza grupowa |        |
| 5. | Belgia      | Baku    | 21 czerwca | 2:3 (22:25, 25:21, 25:23, 22:25, 14:16) | Igrzyska Europejskie – faza grupowa |        |
| 6. | Niemcy      | Baku    | 23 czerwca | 3:2 (25:23, 25:17, 18:25, 14:25, 15:10) | Igrzyska Europejskie – ćwierćfinał  |        |
| 7. | Serbia      | Baku    | 25 czerwca | 3:2 (25:23, 20:25, 25:19, 22:25, 15:12) | Igrzyska Europejskie – półfinał     |        |
| 8. | Turcja      | Baku    | 27 czerwca | 0:3 (11:25, 19:25, 13:25)               | Igrzyska Europejskie – finał        |        |

## Bilans spotkań według krajów
| Lp.   | Reprezentacja | Liczba meczów | Wygrane | Wygrane | Wygrane | Przegrane | Przegrane | Przegrane | Bilans meczów wygrane:przegrane | Bilans setów wygrane:przegrane |
| Lp.   | Reprezentacja | Liczba meczów | 3:0     | 3:1     | 3:2     | 2:3       | 1:3       | 0:3       | Bilans meczów wygrane:przegrane | Bilans setów wygrane:przegrane |
| ----- | ------------- | ------------- | ------- | ------- | ------- | --------- | --------- | --------- | ------------------------------- | ------------------------------ |
| 1     | Azerbejdżan   | 1             | 0       | 0       | 0       | 0         | 0         | 1         | 0:1                             | 0:3                            |
| 2     | Belgia        | 1             | 0       | 0       | 0       | 1         | 0         | 0         | 0:1                             | 2:3                            |
| 3     | Niemcy        | 1             | 0       | 0       | 1       | 0         | 0         | 0         | 1:0                             | 3:2                            |
| 4     | Rumunia       | 1             | 1       | 0       | 0       | 0         | 0         | 0         | 1:0                             | 3:0                            |
| 5     | Serbia        | 1             | 0       | 0       | 1       | 0         | 0         | 0         | 1:0                             | 3:2                            |
| 6     | Turcja        | 2             | 0       | 0       | 1       | 0         | 0         | 1         | 1:1                             | 3:5                            |
| 7     | Włochy        | 1             | 1       | 0       | 0       | 0         | 0         | 0         | 1:0                             | 3:0                            |
| Razem | Razem         | 8             | 2       | 0       | 3       | 1         | 0         | 2         | 5:3                             | 17:15                          |

Aktualizacja po IE 2015.

## Bilans spotkań według edycji
| Rok   | Edycja | Miejsce | Liczba meczów | Zwycięstwa | Porażki | Sety  | Trener         |
| ----- | ------ | ------- | ------------- | ---------- | ------- | ----- | -------------- |
| 2015  | I      | 2.      | 8             | 5          | 3       | 17:15 | Jacek Nawrocki |
| Razem | Razem  | Razem   | 8             | 5          | 3       | 17:15 |                |